# Adelaide da Aquitânia
Adelaide da Aquitânia, também conhecida como Adelaide de Poitiers ou Adelaide de Poitou (c. 950/952 – 1004)  foi rainha consorte de França, casada com Hugo Capeto.

## Família
Era filha de Adélia da Normandia, também chamada de Gerloc, e de Guilherme III, conde de Poitiers e duque da Aquitânia. Tinha um irmão mais velho, Guilherme IV, Duque da Aquitânia.
Seus avós maternos eram o líder viquingue Rollo, duque da Normandia e Popa de Bayeux. Seus avós paternos eram Ébalo da Aquitânia e Emiliana.

## Biografia
Casou-se em 968 com Hugo Capeto como parte da negociação de paz entre este e o seu pai. Em 1 de junho de 987, depois da morte de Luís V de França, o último rei carolíngio, a alta nobreza do reino elegeu Hugo Capeto como rei de França. No domingo de 3 de Julho do mesmo ano, Adelaide estava ao lado do marido na sua coroação pelo arcebispo Adalbarão de Reims na catedral de Noyon. Rainha piedosa, fundaria vários mosteiros e com Hugo fundaria a dinastia capetiana.
Do seu casamento com o monarca francês nasceram:
- Gisele (969 - c. 1000), casada com Hugo I de Abbeville, conde de Ponthieu
- Roberto II, o Piedoso (972-1031), sucessor do pai no trono francês
- Adelaide (973-1068)
- Edviges (c. 974-1013), casada com Ranier IV, conde de Hainaut, e depois com o conde Hugo III de Dasbourg

É relatada a existência de outras filhas, mas a veracidade dessa descendência é discutível.